# 로프트 (2010년 영화)
《로프트》(Loft)는 2010년 공개된 네덜란드의 스릴러 영화로, 2008년 벨기에의 동명 영화의 리메이크 작품이다.

## 출연

### 주연
- 페자 반 휴에트
- 바리 아츠마
- 예론 반 코닝스부르헤
- 헤이스 나버르
- 마르완 켄자리

### 조연
- 안나 드리베르
- 킴 반 쿠튼
- 카챠 헤르베스
- 살리 함슨
- 찰리 다즐레
- 캐롤리엔 스푸르
- 레이몬드 티어리
- 리스 비스헤데이크